# آرتور استوکس
آرتور استوکس (انگلیسی: Arthur Stokes؛ 16 May 1868 – ۱۹۶۰ (۹۱−۹۲ سال)) بازیکن فوتبال بود.
از باشگاه‌هایی که در آن بازی کرده‌است می‌توان به باشگاه فوتبال والسال اشاره کرد.